# 中国貯蓄銀行
株式会社中国貯蓄銀行（ちゅうごくちょちくぎんこう）は、日本の鳥取県米子市にかつて存在した貯蓄銀行である。

## 概要
1897年（明治30年）2月15日、県内に本店を持つ最初の貯蓄銀行として株式会社中国貯蓄銀行が、東倉吉町の米子銀行内に資本金3万円で設立され、同年4月4日から開業した。
初代頭取は平井京次郎といったが、実質は米子銀行の貯金銀行部のような形であった。後に野坂茂三郎（元米子市長野坂寛治の父）が頭取となっている。
支店は初め御来屋、境、淀江に置き、代理店を西伯、日野両郡内10ヵ所に置いた。1899年（明治32年）の預金高は2万7000円を超え、預け人は2176人で、その平均は12円57銭1厘に及んだ。そのうちの本店の預け人をみると、農514、商644、雑379、計1560人となっている。本行はその後1911年（明治44年）11月、本店を法勝寺町四十番地に新築した。
1919年（大正8年）に一時取り付け騒ぎを起こしたが、1922年（大正11年）1月に中国興業銀行へ改組。その上で貯蓄銀行部門を継承した(新)中国貯蓄銀行が同1月に設立、4月に開業した。1928年（昭和3年）8月に山陰貯蓄銀行に合併された。

## 役員

### 『日本全国諸会社役員録 明治32年』
- 頭取・松村吉太郎[4]
- 取締役・名島嘉吉郎、坂口平兵衛、野坂茂三郎、小山光正、近藤喜兵衛、稲田秀太郎、木村吉兵衛、中川藤吾、入沢格治、谷尾甚三、津田伊平、矢田貝平重、安田復四郎[4]
- 監査役・益尾徳次郎、後藤快五郎、泉頭宇三郎、角田九郎、野坂金治郎[4]

### 『日本全国諸会社役員録 明治36年』
- 頭取・野坂茂三郎[5]
- 取締役・松村吉太郎、坂口平兵衛、名島嘉吉郎、小山光正、近藤喜兵衛、稲田秀太郎、木村吉兵衛、中川藤吾、入沢格治、津田伊平、矢田貝平重、安田復四郎[5]
- 監査役・益尾徳次郎、後藤快五郎、泉頭宇三郎、船越清太郎、野坂金治郎[5]

### 『日本全国諸会社役員録 明治42年』
- 取締役頭取・野坂茂三郎[6]
- 取締役・松村吉太郎、名島庄三郎、稲田秀太郎、泉頭宇三郎、中川藤吾、入沢格治、安田復四郎[6]
- 監査役・坂口平兵衛、船越清太郎、益尾徳次郎、野坂金治郎[6]

### 『日本全国諸会社役員録 第21回』
- 頭取・野坂茂三郎[7]
- 取締役・名島嘉吉郎、稲田秀太郎、松村吉太郎、泉頭宇三郎、門脇元右衛門、中川藤吾、矢田貝猶治、入沢格治[7]
- 監査役・坂口平兵衛、益尾徳次郎、船越清太郎、野坂金治郎[7]

### 『日本全国諸会社役員録 第31回』
- 頭取・名島嘉吉郎[8]
- 取締役・野坂吉五郎、田村源太郎、益尾徳次郎、木村吉兵衛、泉頭宇三郎、中川平太郎、妹尾正治、松下哲成、岡田庄作[8]
- 監査役・八田量一、杵村直三郎、浦木松次郎、長田吉太郎、野坂金治郎[8]

### 『日本全国諸会社役員録 第34回』
- 頭取・名島嘉吉郎[9]
- 取締役・野坂吉五郎、田村源太郎、益尾徳次郎、木村吉兵衛、泉頭宇三郎、中川平太郎、妹尾正治、松下哲成、岡田庄作[9]
- 監査役・八田量一、杵村直三郎、佐藤長四郎、長田吉太郎、野坂金治郎[9]

### 『日本全国諸会社役員録 第35回』
- 頭取・名島嘉吉郎[10]
- 取締役・野坂吉五郎、益尾徳次郎、木村吉兵衛、泉頭宇三郎、中川平太郎、妹尾正治、松下哲成、岡田庄作[10]
- 監査役・八田量一、杵村直三郎、佐藤長四郎、長田吉太郎、野坂金治郎[10]

## 大株主氏名及持株数

### 『銀行会社要録 附・役員録 第27版』
- 名島嘉吉郎 600[11]
- 泉頭宇三郎 370[11]
- 野坂茂三郎 220[11]

### 『銀行会社要録 附・役員録 第30版』
- 名島嘉吉郎 600[12]
- 泉頭宇三郎 370[12]
- 中国興業銀行 309[12]